# Brithodes
Brithodes é um gênero de traça pertencente à família Arctiidae.